# Jan Janošík
Jan Janošík (26. června 1856 Vrbátky — 8. května 1927 Praha) byl český anatom, histolog a embryolog, profesor Univerzity Karlovy. Věnoval se vědecké, pedagogické a organizační činnosti. Zkoumal vznik (ontogenezi i fylogenezi) vylučovací a trávicí soustavy u člověka a zvířat, studoval vývoj pohlavních žláz, sleziny a nadledvin, odhalil případy dělení neoplozených vajíček ve vaječníku u některých živočichů. Byl autorem první českojazyčné učebnice medicíny (Histologie a mikroskopická anatomie, 1892) a anatomických atlasů. Vybudoval histologicko-embryologický a anatomický ústav při české lékařské fakultě s rozsáhlou sbírkou preparátů. Ve školním roce 1910/11 zastával funkci rektora české Karlo-Ferdinandovy univerzity. Podporoval tělesnou výchovu ve školách. Byl oceňován jako zakladatel české vědecké anatomie.

## Život
Narodil se 26. června 1856 ve Vrbátkách u Prostějova. Vystudoval olomoucké gymnázium a pražskou lékařskou fakultu, kde byl 21. prosince 1882 promován na doktora medicíny.
Od počátku ho zajímala anatomie. Během studia pomáhal jako demonstrátor profesoru Toldtovi. V roce 1883 absolvoval stáž v anatomickém ústavu ve Štrasburku u profesora Waldeyera. Roku 1884 se habilitoval na soukromého docenta české lékařské fakulty. V pedagogickém sboru této školy pak strávil následujících 42 let. Počátkem ledna 1886 byl jmenován mimořádným profesorem histologie a embryologie. V roce 1887 začal pracovat na zřízení histologického a embryologického ústavu. V srpnu 1893 byl v těchto oborech jmenován řádným profesorem, o rok později se navíc stal řádným profesorem anatomie. Ve školním roce 1898/99, 1905/06 a 1913/14 zastával funkci děkana lékařské fakulty, v červnu 1910 byl pro následující školní rok zvolen rektorem univerzity (funkci převzal v listopadu). Aktivní byl i mimo vysokou školu: Roku 1890 byl zvolen mimořádným členem České akademie, roku 1902 řádným členem, od roku 1904 sekretářem II. třídy (přírodovědné). V roce 1894 se stal členem zkušební komise pro zkoušky učitelství volné kresbě na středních školách v Praze v oboru anatomie lidského těla. Byl rovněž zkušebním komisařem (později předsedou zkušební komise) pro učitelství tělocviku na středních školách a pořádal v tomto oboru kurzy pro budoucí učitele. Roku 1908 mu byl udělen Řád železné koruny III. třídy (společně s ním ho v daném roce dostalo dalších 411 lidí, u příležitosti 60. výročí vlády císaře Františka Josefa).
Janošík se zasloužil jako badatel, učitel a organizátor. Při teoretickém výzkumu se soustředil na embryologii, zejména pokud jde o vývoj (ontogenezi i fylogenezi) vylučovací a trávicí soustavy u člověka a zvířat. V té době to byl ve vědeckých kruzích velmi oblíbený obor a badatelé občas docházeli paralelně ke stejným objevům. Janošík například v letech 1883-84 zkoumal vývoj ledvin u kuřete, ještěrky, sysla, prasete a člověka paralelně s maďarským lékařem Gézou Mihalkovicsem. Zajímal ho i vývoj pohlavních žláz, nadledvin a cév, zkoumal průtok krve ve slezině, objevil případy dělení neoplozených vajíček ve vaječníku. Sledoval i vliv chemických látek na živou tkáň a potvrdil, že i dobře konzervované preparáty nemusí svými vlastnostmi odpovídat čerstvě získaným živým tkáním.
Jako pedagog zdůrazňoval nutnost teoretického studia normální anatomie pro správné pochopení patologických stavů. Studenty nabádal k pečlivému pozorování a kritickému myšlení, zdůrazňoval nutnost výzkumu živých tkání. Vedl žáky k uvědomění, že anatomie je vědecký základ dalších lékařských studií. Byl autorem první novodobé učebnice pro mediky v češtině — Histologie a mikroskopická anatomie, vydané roku 1892. Za rozsáhlá díla Anatomie člověka a Anatomický atlas získal roku 1900 cenu od spolku Svatobor. Byl druhým profesorem anatomie na obnovené české univerzitě (po Václavu Steffalovi, 1841-1894). Usiloval o rozvoj sportu a tělesné výchovy, a to jako lektor kurzů pro budoucí učitele a zkušební komisař. Vzdělával dvě generace lékařů.
Byl pokládán za zakladatele české vědecké normální anatomie. Navázal na činnost Václava Staňka (1804-1871), tvůrce českého anatomického názvosloví, a Václava Steffala, prvního profesora v tomto oboru na obnovené české univerzitě. Vybudoval histologicko-embryologický a anatomický ústav a se svými spolupracovníky shromáždil rozsáhlé anatomické, embryologické a hygienické sbírky. Soustředil kolem sebe řadu vědeckých pracovníků, jako byli např. Jan Deyl, Václav Matys, Antonín Ostrčil, Josef Znojemský, Julius Petřivalský, Jan Jesenský a Otakar Lešer. Jeho nejbližšími nástupci se stali Karel Weigner v Praze a Otomar Völker v Brně.
Byl pokládán za jednoho z čelných představitelů české vědy, známého i v zahraničí. Jeho články obohatily českou vědeckou literaturu v oblasti embryologie a seznámily cizinu s výsledky českého výzkumu. Získal si respekt studentů a jeho životní jubilea (60., 70.) byla připomínána v odborném i denním tisku. Jako moravskému rodáku mu u příležitosti 70. narozenin uspořádala oslavu i Moravsko-slezská beseda v Praze, přičemž se účastnil i jeho první žák, vládní rada MUDr. František Kulhavý. Obec Vrbátky mu udělila čestné občanství.
Zemřel 8. května 1927 v Praze na srdeční onemocnění.

## Dílo
Byl autorem řady odborných článků v češtině, němčině a francouzštině (jejich seznam je uveden v medailonu k jeho 60. narozeninám v Časopise českých lékařů z 24. června 1916). Knižně vyšly mj. tyto jeho publikace:
- O tvoření se kosti (1889)
- Histologie a mikroskopická anatomie (1892), ilustroval Josef Rejsek
- Atrofie folikulů a zvláštní chování se buňky vaječné (1893)
- Anatomický atlas ke studiu a praktické potřebě (na pokračování, případně s reedicemi 1897-1904)
- Anatomie člověka (1901, s reedicemi)
- Vývoj sleziny (1916)

Přispíval do Ottova slovníku naučného pod značkou JJ.

## Rodina
12. srpna 1884 se v pražském kostele sv. Štěpána oženil s Josefou Pecharovou (4.2.1861- 7.9.1939), dcerou rolníka z Třebenic v tehdejším hejtmanství Smíchov. V květnu 1910 koupili za 130 000 korun dům se zahradou v Praze-Novém Městě čp. 524 (dnešní Ječná 524/14). Děti neměli.